# Spicy (Kartenspiel)
Spicy ist ein einfaches Kartenbluffspiel des ungarischen Spieleautors Győri Zoltán Gábor, das 2020 bei dem deutschen Verlag HeidelBÄR Games sowie in Folge international erschienen ist. Ähnlich wie bei dem Würfelspiel Mäxchen geht es auch bei Spicy darum, immer höhere Werte anzusagen und dabei geschickt zu bluffen.
Spicy wurde 2020 auf die Empfehlungsliste zum Spiel des Jahres aufgenommen und erreichte bei der Abstimmung zum À-la-carte-Kartenspielpreis den vierten Platz. Zudem wurde er beim Österreichischen Spielepreis als „Spiele Hit mit Karten“ ausgezeichnet. Im Folgejahr wurde es für den Spieledesignpreis Graf Ludo nominiert.

## Thema und Ausstattung
Bei Spicy versuchen die Mitspieler jeweils die verdeckt ausliegenden Kartenwerte verschiedener Schärfetypen durch das Ausspielen geeigneter eigener Karten zu überbieten. Sie können dabei bluffen, werden jedoch bestraft, wenn sie dabei erwischt werden. Das Spielmaterial besteht neben einer Spielanleitung aus 100 Spielkarten mit jeweils 30 Karten für die unterschiedlichen Schärfearten Chili, Wasabi und Pfeffer mit je drei Sets der Kartenwerte 1 bis 10 sowie je fünf Jokerkarten für die Schärfeart und für den Zahlenwert. Hinzu kommt eine „Verbrannt“-Karte, drei Trophäen-Karten und sechs Extrascharf-Karten.
Die Gestaltung stammt von dem Grafiker Jimin Kim. Die Schachtel und auch die Karten sind in Glanzgold-Optik gestaltet und enthalten Tiergrafiken, die an historische chinesische Darstellungen anlehnen. Die Grafiken sind dabei abgestimmt an die Hintergrundgeschichte, bei der drei Katzen darum wetten, wer die schärfsten Speisen essen kann, und sich dabei betrügen.

## Spielweise

### Vorbereitung
Spicy wird gegeneinander gespielt. Die Spieler erhalten zu Spielbeginn jeweils sechs Handkarten, der Rest der Karten bildet den verdeckten Nachziehstapel. Die „Verbrannt“-Karte wird in den unteren Bereich des Kartenstapel eingeschoben und signalisiert, wenn sie auftaucht, das Spielende. Die drei Trophäenkarten werden offen neben den Nachziehstapel gelegt.

### Spielregeln
Das Spiel beginnt mit einem Startspieler, alle anderen folgen im Uhrzeigersinn. Der jeweils aktive Spieler kann eine Karte aus der Hand ablegen oder passen und eine Karte vom Nachziehstapel ziehen. Die Karten werden verdeckt auf einen Ablagestapel gespielt, dabei sagt der erste Spieler eine Gewürzart und die Zahl 1, 2 oder 3 an. Der jeweils nachfolgende muss den Wert in der gleichen Gewürzart überbieten. Dafür muss er eine höhere Zahl zusammen mit dem Gewürz ansagen, darf beim Ausspielen allerdings auch eine nicht passende Karten ablegen (bluffen). Nach einer angesagten Zehn geht es mit einer 1, 2 oder 3 desselben Gewürzes weiter.
Die oberste Karte kann von jedem anderen Spieler durch das Auflegen der Hand auf die Karte jederzeit angezweifelt werden, solang keine weitere Karte abgelegt wurde. Beim Anzweifeln muss der Zweifler angeben, ob er dem Zahlenwert oder der Gewürzart misstraut, dann wird die Karte umgedreht. Nur in dem Fall, in dem der angezweifelte Fakt (Zahl oder Gewürz) auch falsch ist, wurde der Bluffer überführt und muss zwei Handkarten vom Nachziehstapel ziehen; ansonsten zieht der Zweifler zwei Karten. Der Gewinner der Herausforderung, Zweifler oder nicht überführter Spieler, bekommt den gesamten bisherigen Ablagestapel und legt ihn verdeckt als Punktestapel vor sich ab. Der Verlierer der Herausforderung beginnt den neuen Ablagestapel.
Sobald ein Spieler die letzte Handkarte ausgespielt hat, muss er dies ansagen. Zweifelt kein anderer Spieler die Karte an, bekommt er eine Trophäenkarte mit dem Wert +10 und legt diese zu seinem Wertungsstapel. Er bekommt zudem sechs neue Handkarten und das laufende Spiel wird fortgesetzt.
Das Spiel endet, wenn entweder die „Verbrannt“-Karte im Nachzieh-Stapel auftaucht, ein Spieler zwei Trophäenkarten bekommen hat oder alle drei Trophäenkarten vergeben wurde. Für die Wertung zählen die Spieler jeweils die Anzahl der Karten ihres Wertungsstapels (ohne Trophäen) und ziehen davon die noch verbliebenen Handkarten ab. Für die Trophäen erhalten sie je zehn Extrapunkte. Gewinner des Spiels ist derjenige, der die meisten Punkte hat.

### Variante „Extrascharf“
Die „Extrascharf“-Karten werden nur für die Variante „Extrascharf“ benötigt. Dabei wird jeweils eine der „Extrascharf“-Karten vor dem Spiel offen neben den Nachziehstapel gelegt, die die Regeln für die Spielrunde verändert. Dabei gibt es sechs „Extrascharf“-Karten.

## Entwicklung und Veröffentlichung
Das Spiel Spicy wurde von dem ungarischen Spieleautor Győri Zoltán Gábor entwickelt und 2020 bei dem Verlag HeidelBÄR Games jeweils auf Deutsch und Englisch und bei Gém Klub Kft. auf Ungarisch veröffentlicht. Noch im gleichen Jahr erschienen Versionen auf Französisch, Spanisch, Portugiesisch, Niederländisch, Tschechisch, Serbisch, Chinesisch, Koreanisch, Vietnamesisch und in einer mehrsprachigen Version für die nordeuropäischen Länder.
Eine digitale online-Version des Spiels ist auf der Plattform Tabletopia spielbar.

## Rezeption
Das Spiel wurde auf mehreren Plattformen positiv bewertet. Laut dem Kritiker Harald Schrapers spielt sich Spicy „wunderbar locker und flott, sehr gut gerade auch in größerer Runde zu fünft“ und er bewertete es mit fünf von sechs Würfelaugen. Wieland Herold prophezeite: „So wie L.A.M.A. im letzten Jahr als Mau-Mau-Derivat erfolgreich auf die Spieltische kam, wird das SPICY als raffinierte Schummel-Variation 2020 gelingen.“ Laut Udo Bartsch ist es „ein erfrischendes Spiel, das den Spieler*innen mit wenigen Regeln viele Gestaltungsfreiheiten bietet, um sich durchzumogeln oder andere auf die falsche Fährte zu führen. Obendrein ist es außergewöhnlich schön gestaltet.“ Nach ihm wäre es „in diesem Jahrgang [sein] bevorzugtes Lockvogel-Spiel in Gruppen, die ohne langes Erklären und Begreifen schnell losspielen wollen.“
Das Spiel wurde 2020 auf die Empfehlungsliste zum Spiel des Jahres aufgenommen und erreichte bei der Abstimmung zum À-la-carte-Kartenspielpreis den vierten Platz. Zudem wurde er beim Österreichischen Spielepreis als „Spiele Hit mit Karten“ ausgezeichnet. Im Folgejahr wurde es für den Spieledesignpreis Graf Ludo nominiert.

## Belege
1. 1 2 3 4 5 6 7 8  Spielanleitung Spicy, Heidelbär Games 2020
2. ↑  Spicy, Versionen bei BoardGameGeek. Abgerufen am 22. März 2023.
3. ↑  Spicy auf Tabletopia; abgerufen am 22. März 2023.
4. ↑  Harald Schrapers: Spicy, Rezension auf „games we play“; abgerufen am 22. März 2023.
5. ↑  Wieland Herold: Spicy, Rezension auf „Mit 80 Spielen durch das Jahr“,  19. März 2020; abgerufen am 22. März 2023.
6. ↑  Udo Bartsch: Spicy, Rezension auf „Rezensionen für Millionen“,  17. Juli 2020; abgerufen am 22. März 2023.